# Microsaccus
Microsaccus é um género botânico pertencente à família das orquídeas (Orchidaceae).